# Medal „Za wybitną służbę w ochronie porządku publicznego”
Medal „Za wybitną służbę w ochronie porządku publicznego” (ros. Медаль «За отличную службу по охране общественного порядка») – radziecki medal ustanowiony dekretem Rady Najwyższej ZSRR z 1 listopada 1950 roku dla nagrodzenia osób zasłużonych w ochronie porządku publicznego,  jego statut zmieniono dwukrotnie: 12 października 1963 i 18 lipca 1980 roku, dekretem z dnia 5 września 1960 roku zmieniono opis odznaki. 

## Zasady nadawania
Zgodnie z dekretem z dnia 1 listopada 1950 roku i późniejszych zmianach medal nadawano:
- za bohaterstwo i poświęcenie wykazane w trakcie likwidacji grup przestępczych lub zatrzymania przestępców,
- za odważne, umiejętne prowadzenie działań w celu ujawniania, zapobiegania popełnieniu przestępstwa,
- za aktywne działania mające na celu eliminowanie przyczyn i warunków sprzyjających popełnianiu przestępstw,
- za umiejętne organizowanie pracy organów spraw wewnętrznych, oddziałów i pododdziałów wojsk ministerstwa spraw wewnętrznych oraz zwalczania przestępczości,
- za wzorową służbę w organach spraw wewnętrznych i wojskach ministerstwa spraw wewnętrznych,
- za aktywne uczestnictwo w ochronie porządku publicznego i wykazaną odwagę i poświęcenie, aktywne przeciwdziałanie przemocy, pijaństwa, kradzieży mienia socjalistycznego i osobistego obywateli, naruszaniu przepisów o handlu, spekulacji, nielegalnej produkcji alkoholu i innych przestępstw przynoszących szkodliwych społecznie.

Po raz pierwszy medal został nadany w dniu 25 kwietnia 1951 roku, po raz ostatni nadano go w dniu 18 października 1991 roku. Łącznie nadano ok. 47 tys. medali.

## Opis odznaki
Odznakę stanowi okrągły krążek wykonany z nowego srebra (do 1960 roku ze srebra)  o średnicy 32 mm. 
Na awersie w górnej części znajduje się pięcioramienna gwiazda, a poniżej napis  ЗА ОТЛИЧНУЮ СЛУЖБУ ПО ОХРАНЕ ОБЩЕСТВЕННОГО ПОРЯДКА (pol. Za Wybitną służbę w ochronie porządku publicznego).
Na rewersie znajduje się godło ZSRR, a poniżej napis CCCP (pol. ZSRR).
Medal zawieszony był na pięciokątnej blaszce obciągniętej wstążką o szer. 24 mm, od lewej pask koloru czerwonego o szer. 5 mm, następnie pasek niebieski o szer. 5 mm, czerwony o szer. 1 mm, niebieski o szer. 2 mm, czerwony o szer. 1 mm, niebieski o szer. 5 mm i czerwony o szer. 5 mm.